# Naarda tandoana
Naarda tandoana är en fjärilsart som beskrevs av George Thomas Bethune-Baker 1911. Naarda tandoana ingår i släktet Naarda och familjen nattflyn. Inga underarter finns listade i Catalogue of Life.